# Peristylus hamiltonianus
Peristylus hamiltonianus là một loài thực vật có hoa trong họ Lan. Loài này được (Lindl.) Lindl. mô tả khoa học đầu tiên năm 1835.